# Muojärvi
Le lac Muojärvi (finnois : Muojärvi) ou Muojärvi–Kirpistö est un lac situé à Kuusamo en Finlande,.

## Présentation
Le lac a une superficie de 76,16 kilomètres carrés et une altitude de 253 mètres.
Le lac Muojärvi qui fait partie du bassin du fleuve Kemijoki se déverse par le fleuve Pistojoki dans le lac Joukamo. 
Il est alimenté par les lacs Kirpistö et Kuusamojärvi.